# 街頭電視
街頭電視（日语：街頭テレビ）是指設置在公共場所，可免費收看的電視機。在電視問世初期，由於電視機價格昂貴，普通家庭難以負擔。為提升電視廣告效果，電視台在車站等人流聚集處設置街頭電視，吸引大量路人觀看。在日本，東京的第一家民營電視台日本電視台及大阪的第一家民營電視台大阪電視放送在開播時均有設置街頭電視。但隨著電視機價格下降，逐漸普及至各家庭，街頭電視也失去了設置目的，逐漸消失。